# Stazione di Breda
La stazione di Breda è la principale stazione ferroviaria di Breda, Paesi Bassi.